# Station Šahy
Station Šahy (Slowaaks: Železničná stanica Šahy) is een spoorwegstation in de Slowaakse gemeente Šahy.

## Ligging
Het station ligt aan spoorlijn 153: Zvolen – Čata, in het zuidzuidwesten van Slowakije, vlak bij de grens met Hongarije.
Het is in vogelvlucht ongeveer 1,5 km in zuidelijke richting verwijderd van het gemeentecentrum en is bereikbaar via verkeersweg 66 en de straat Železničná.
De afstand ten overstaan van de Hongaarse grens bedraagt in vogelvlucht ongeveer 100 meter. Daar loopt het spoor dood.

## Geschiedenis
De sectie Šahy – Čata werd afgewerkt op 24 september 1886, de lijn Šahy – Drégelypalánk – Balassagyarmat (Hongarije) op 15 augustus 1891 en het traject Šahy – Krupina (lijn 153) op 7 april 1899.
Station Šahy was destijds een grensstation. Vóór 1960 reden reizigerstreinen tussen Šahy en Drégelypalánk (Hongarije) (± 7 km). Deze maakten een verbinding met het Hongaarse spoorwegnet mogelijk. Anno 2024 is deze grensoverschrijdende lijn echter buiten dienst.
Op 2 februari 2003 werd op lijn 153 het reizigersvervoer opgeschort tussen Šahy  en Čata.
In deze sectie werd enkele maanden later, op 15 juni 2003, het passagiersvervoer wederom ingesteld.

## Lijnen
- lijn 153: Zvolen - Krupina - Šahy - Čata
- Šahy – Drégelypalánk (Hongarije) (± 7 km) (buiten dienst).

## Exploitatie
Het station is gelegen op een niet geëlektrificeerde lijn.
De spoorweginstelling ressorteert onder de verkeersleiding van het regionale directoraat Zvolen van de ŽSR en  omvat de volgende aanhorigheden (stations en haltes): Krupina, Hontianske Tesáre, Ipeľský Sokolec en Pastovce.

## Dienstverlening
Tegenover het station ligt een autobushalte.